# Brandon Nimmo
Brandon Tate Nimmo (* 27. März 1993 in Cheyenne, Wyoming) ist ein US-amerikanischer Baseballspieler in der Major League Baseball, der als Outfielder spielt. Nimmo war die erste Wahl der New York Mets im MLB Draft 2011, bei dem er an insgesamt 13. Stelle gedraftet wurde. Er debütierte in der MLB am 26. Juni 2016 bei der 2:5-Auswärtsniederlage gegen die Atlanta Braves.

## Karriere
Brandon Nimmo wurde von den New York Mets in der ersten Runde des MLB Draft 2011 ausgewählt und spielte von 2011 bis Juni 2016 in verschiedenen Minor League Teams des Franchise.
Am 25. Juni 2016 wurde Nimmo erstmals in den Major League Kader berufen, wo er den aus mentalen Gründen in einem Leistungsloch steckenden Michael Conforto ersetzen sollte. Am 17. Juli 2016 wurde Conforto in den MLB-Kader zurückgerufen, während Nimmo zurück zum AAA-Team der Mets, den Las Vegas 51s, versetzt wurde. Während seiner ersten 16 Einsätze in der MLB brachte es Nimmo auf einen Schlagdurchschnitt von 23,5 %, schlug einen Home Run und erzielte vier RBI. Nach erneuter Nominierung für das MLB-Team kam Nimmo im Saisonverlauf 2016 auf insgesamt 32 Einsätze.
Nachdem Nimmo 2017 bereits zu 69 Einsätzen gekommen war, wurde er 2018 zum Stammspieler und bestritt 140 Partien im Outfield, davon 62 im Right Field, 44 im Center Field und 32 im Left Field. Ihm gelangen 17 Home Runs bei einem Batting Average von .263 und er führte die Liga mit 22 Hit by Pitch an. 2019 verpasste Nimmo aufgrund eines Bandscheibenvorfalls sämtliche Spiele im Juni und August und kam bis zum Saisonende nur auf 69 Einsätze.